# 국도 제300호선 (일본)

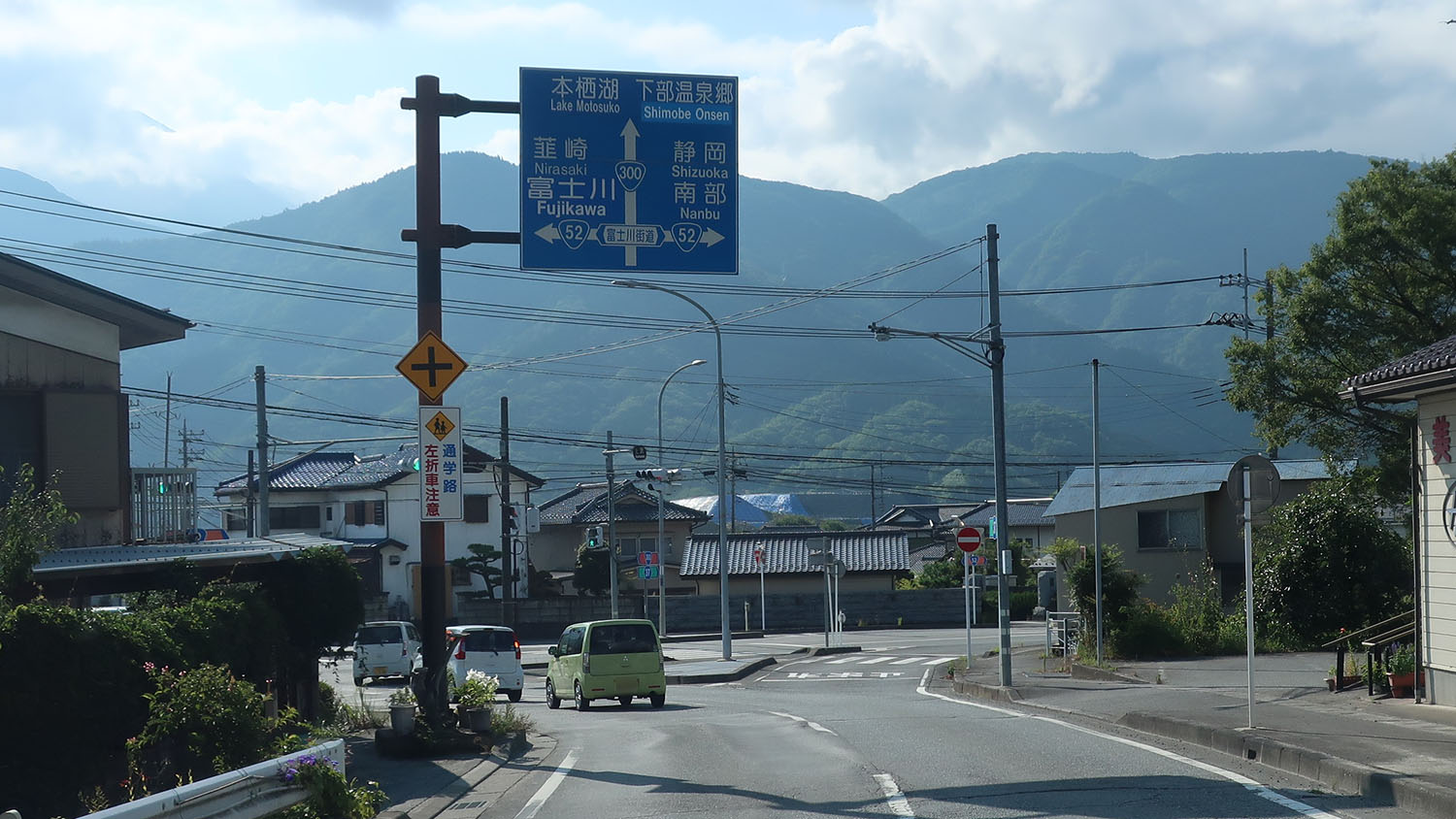
일본 300번 국도의 종점.

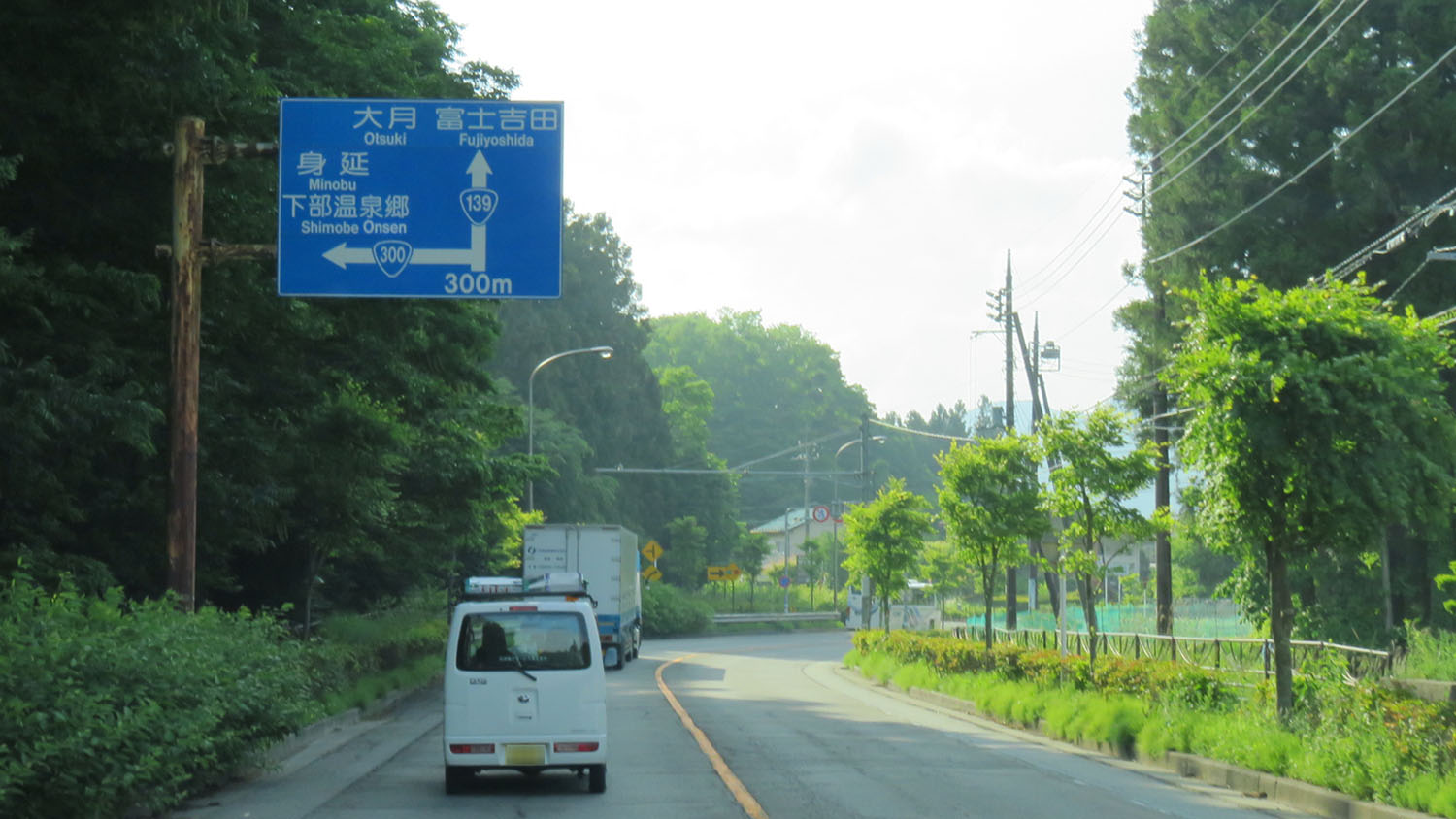
해당 도로가 139번 국도와 겹쳐져 있는 구간에서 분기하고 있는 모습. 해당 장소는 야마나시현 미나미쓰루군 후지카와구치코정이다.

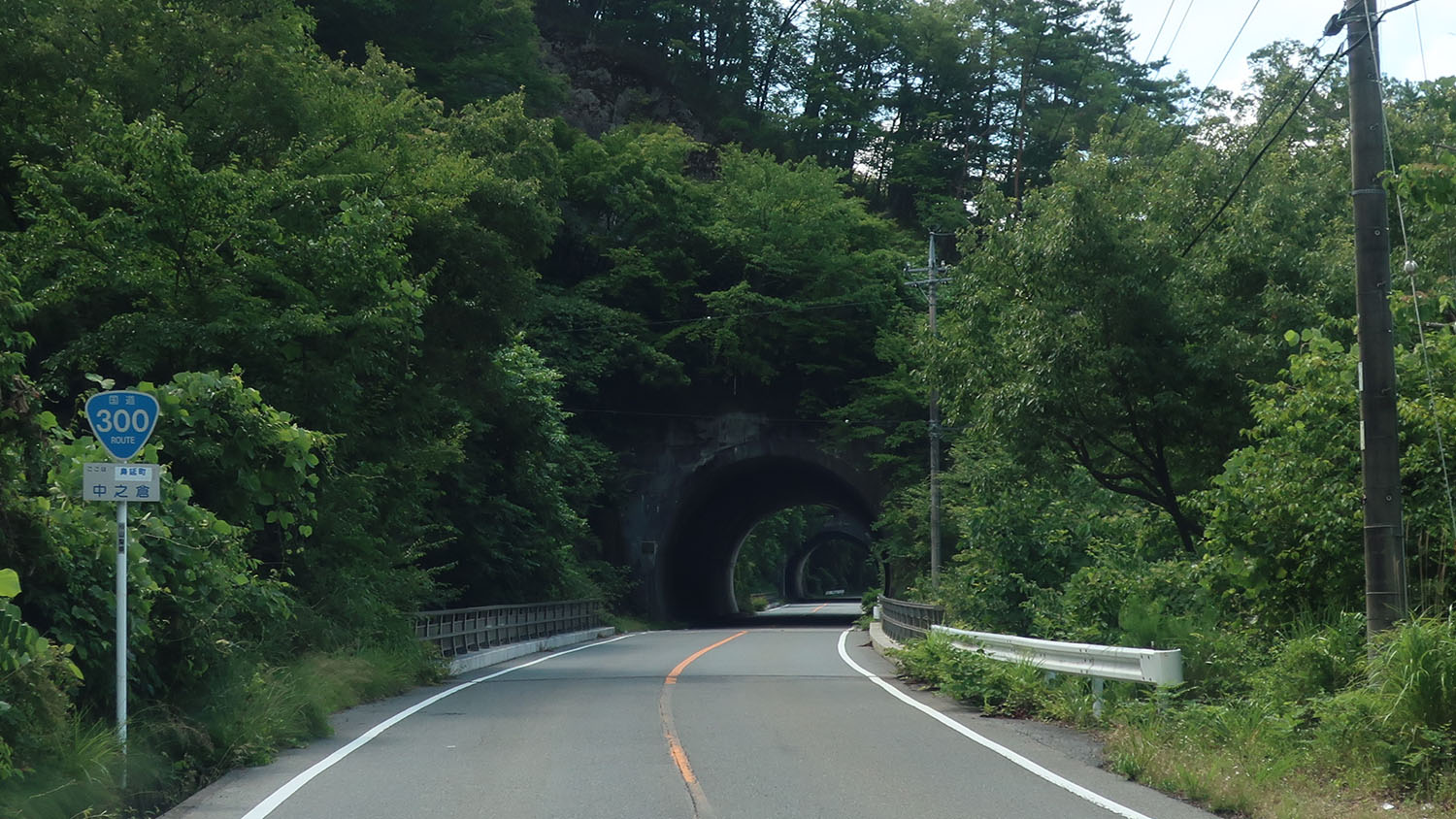
야마나시현 미나미코마군 미노부정 나카노쿠라 일대
이 지역 주변에는 터널과 급경사, 커브 등이 많이 있는 구간이기도 하다.

국도 제300호선(일본어: 国道300号)은 야마나시현 후지요시다시에서 출발, 중간에 미나미쓰루군 후지카와구치코정을 경유, 같은 현의 미나미코마군 미노부정까지 이어주는 총 연장 25.0 km, 현도 24.9 km의 길이를 가진 일본의 일반 국도이다. 그러나 이 도로는 전 구간이 야마나시현 안에만 관통되어 있는 특이한 도로이기도 하다.

## 노선 정보
- 기점 : 후지요시다시 (가미주쿠 교차로 = 국도 제138호선의 기점이자 국도 제139호선의 중첩)
- 종점 : 야마나시현 미나미코마군 미노부정 (조타쿠지 교차로 = 국도 제52호선의 교점)
- 총 연장 : 25.0 km
- 실제 연장 : 25.0 km
- 현도 : 24.9 km
- 구도 : 0.0 km
- 신도 : 없음
- 지정 구간 : 국도 제139호선과 중복되는 구간

## 연혁
- 1970년 4월 1일 : 일반국도 제300호선(후지요시다시 ~ 미나미코마군 미노부정)으로 지정 시행.

## 지리

### 통과하는 지자체
- 야마나시현
  - 후지요시다시 - 미나미쓰루군 후지카와구치코정 - 미나미쓰루군 나루사와촌 - 미나미쓰루군 후지카와구치코정 - 미나미코마군 미노부정

### 교차하는 도로
- 고속도로 : 주오 자동차도
- 일반 국도 : 다음과 같음.
  - 국도 제52호선
  - 국도 제139호선
  - 국도 제138호선
  - 국도 제358호선
  - 국도 제413호선
- 현도 : 아래와 같음.
  - 야마나시현도 제404호선
  - 야마나시현도 제9호선
  - 야마나시현도 제419호선
  - 야마나시현도 제412호선
  - 야마나시현도 제411호선
  - 야마나시현도 제415호선
  - 야마나시현도 제37호선

## 그 외
나카노쿠라 터널의 구도 연선을 중심으로 모토스호에서의 풍경을 촬영한 오카다 고요의 작품인 1000엔 지폐의 E호권과 5000엔 지폐의 D호권의 도안을 주요 모델로 사용되고 있는 것으로 드러나고 있다.